# Francesc Riumalló i Caralt
Francesc Riumalló i Caralt (Arbúcies, la Selva, 10 de novembre de 1896 - 22 de desembre de 1955) fou un músic de cobla. La seva producció musical comprèn música religiosa, caramelles, cançó, danses per a cobla, corals i sardanes, algunes de les quals van assolir un èxit massiu.

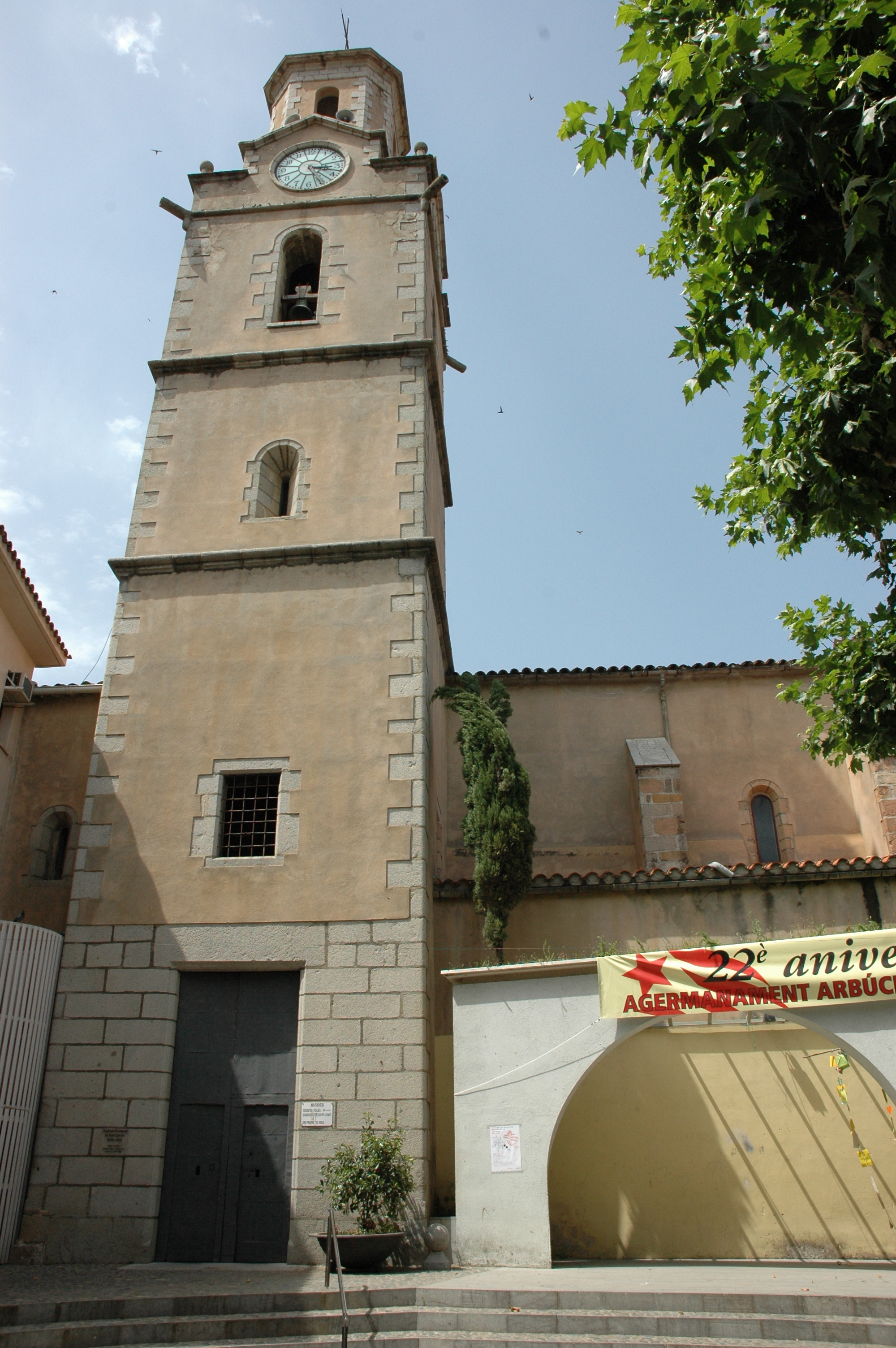
L'església de Sant Quirze, on Riumalló va ocupar el càrrec d'organista durant 40 anys

Sempre va demostrar no obstant afecció a la música tot i que no tenia antecedents musicals a la família, el seu pare era lleter. Als deu anys va rebre les primeres lliçons de Francesc Vilaró i ben aviat va interpretar flautí i tible. com la majoria de músics de l'època no podia viure només de la música i muntà un petit taller d'elaboració de taps de suro.
Va seguir amb els estudis de piano, i després harmonia i composició amb el mestre Josep Comelles i Ribó, deixeble d'Enric Granados, fins que el 1915 va ser nomenat organista de la parròquia de Sant Quirze (càrrec que va ocupar durant 40 anys). L'any 1918 va fundar la cobla orquestra Unió Arbucienca de la qual va ser director i instrumentista de piano i tible fins al 1939 quan es va dissoldre. La seva tasca musical a la vila va ser molt activa, amb mostres com ara la creació del grup Cants rítmics amb el qual va implantar el sistema educacional de Joan Llongueres. També va participar en les caramelles amb peces pròpies dels Cors de Clavé i sardanes que ell componia.
L'any 1952, per a poder donar sortida a aquests alumnes, formà una orquestrina amb el nom L'Arbucienca que tocava en festes locals i en les poblacions de l'entorn. Aquest conjunt acabà les seves activitats el 1955, quan ell es posà malalt.